# 고객

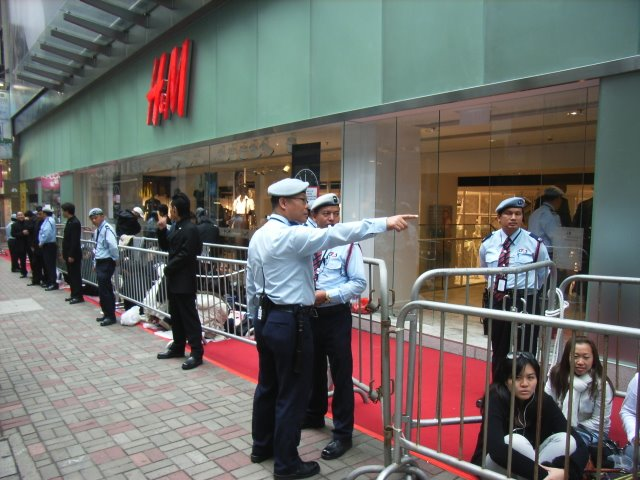
홍콩에서 그랜드 오프닝을 위한 유명한 패션 가게 앞에서 고객들이 기다리고 있다.

고객(顧客)은 경제에서 창출된 재화와 용역을 구매하는 개인이나 가구를 일컫는다. 상점에서 물건을 사러 오는 손님을 말하는 것이 보통이다. 고객의 요구와 예측은 면접, 조사, 데이터 마이닝, 대화 등의 정보 수집 방식을 통해 결정된다. 요구를 결정하는 것을 도와 줌으로써 고객에게 가치있는 서비스를 제공할 수 있다.

## 고객의 범위
약관규제법 제6조 제2항 제1호 등에서 말하는 고객이란 약관으로 체결되는 계약의 일방 당사자로서 사업자로부터 약관을 계약내용으로 할 것을 제안받은 자를 말하고, 약관에 의해 체결된 제3자를 위한 계약에서의 수익자는 同 약관에 관한 약관규제법을 적용함에 있어서의 고객이 될 수 없다.

## 같이 보기
- 얼리 어답터